# Varasdates
Varasdates (em latim: Varasdates; em grego: Βαρασδάτης, Barasdátēs; em armênio: Վարազդատ; romaniz.: Varazdat) foi o rei da Armênia da dinastia arsácida de 374 até 378. Foi instalado no trono pelo imperador Valente (r. 364–378) após o assassinato de seu tio, o rei Papa.

## Nome
Varasdates (em grego: Βαρασδάτης, Barasdátēs) é a forma latina do armênio Varasdate (Վարազդատ, Varazdat), que derivou do persa médio Varasdate (Warāz-dat), que por sua vez derivou do iraniano antigo Varasdata (*Varāza-dāta-), "dado pelo javali selvagem", ou seja, o deus zoroastrista Veretragna.

## Vida

### Família
A ascendência de Varasdates não é clara. Os historiadores armênios clássicos Fausto, o Bizantino e Moisés de Corene referem-se a ele com certo desprezo como "um certo" membro da casa arsácida; Fausto também sugere que não era um verdadeiro arsácida, mas sim um bastardo. Com base nessas informações, Robert Bedrosian e Stepan Malkhasyants especulam que era filho ilegítimo de Papa (r. 370–374), o filho de Ársaces II (r. 350–368) e Farranzém. Fausto cita Varasdates declarando Papa como seu tio paterno, embora um irmão de Papa nunca seja mencionado diretamente nas histórias de Fausto e Moisés. Uma obra armênia anônima posterior, a Vida de São Narses, relata que Papa tinha um irmão mais novo chamado Tiridates, que, portanto, pode ter sido o pai de Varasdates. A historiografia do século XIX atribuiu a Varasdates um pai de nome Anobe, cuja existência não é confirmada, tampouco é informada a procedência do nome.